# 副海洋胞菌属
副海洋胞菌属（学名：Paraoceanicella）是红杆菌科下的一属深海嗜压细菌。原属红杆菌科，2022年建立副球菌科后，现归属副球菌科。

## 下属物种
本属包括以下物种：
- 深海副海洋胞菌 Paraoceanicella profunda Liu et al. 2020[1]采自马里亚纳海沟的深海中。[2]